# Luis Abdón Rodríguez
Luis Abdón Rodríguez Muelas (Las Condes, 16 marzo 1961) è un ex calciatore cileno, di ruolo centrocampista.

## Carriera

### Nazionale
Conta 8 presenze in Nazionale, prendendo parte alla Copa América 1987.